# Hipster (subcultura contemporanea)

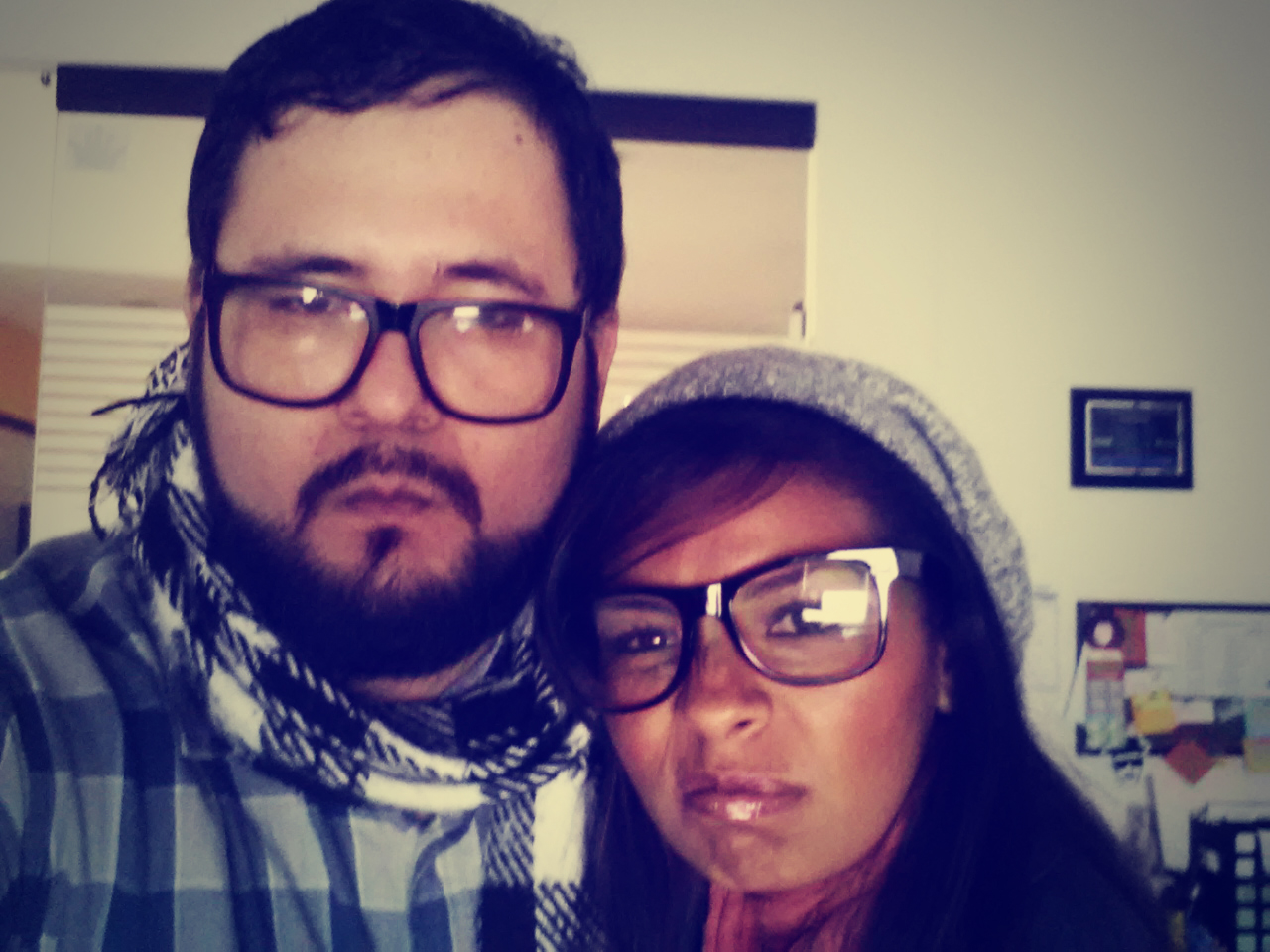
Abbigliamento vintage, occhiali e barba sono considerati caratteristiche della moda hipster.

Hipster (talvolta tradotto in italiano con espressioni più generiche come "giovani anticonformisti" o "alternativi") è stata una subcultura espressa da giovani bohémien del ceto medio e benestante che risiedono per la maggior parte in quartieri emergenti. Viene spesso associata alla musica indie e alternativa, con una variegata sensibilità nei confronti della moda alternativa e una propensione per la politica pacifista, primitivista ed ecologista, per i prodotti dell'agricoltura biologica e per i cibi slow food, l'artigianato, il veganismo e gli stili di vita alternativi, in maniera simile alla subcultura del movimento hippie, ma meno radicale.
Con l'avvento degli anni '10 del XXI secolo, ma nei Paesi anglosassoni già nel decennio precedente, si è avuta una nuova ondata hipster, tanto che si è addirittura arrivati a parlare di "Generazione Hipster".
In senso lato è stato definito come hipster un individuo «consapevole di essere interessato a schemi nuovi e non convenzionali (ad esempio nel jazz o nella moda)» (Merriam-Webster's Collegiate Dictionary). La sottocultura hipster non va confusa con l'omonimo fenomeno di costume degli anni quaranta.

## Caratterizzazione

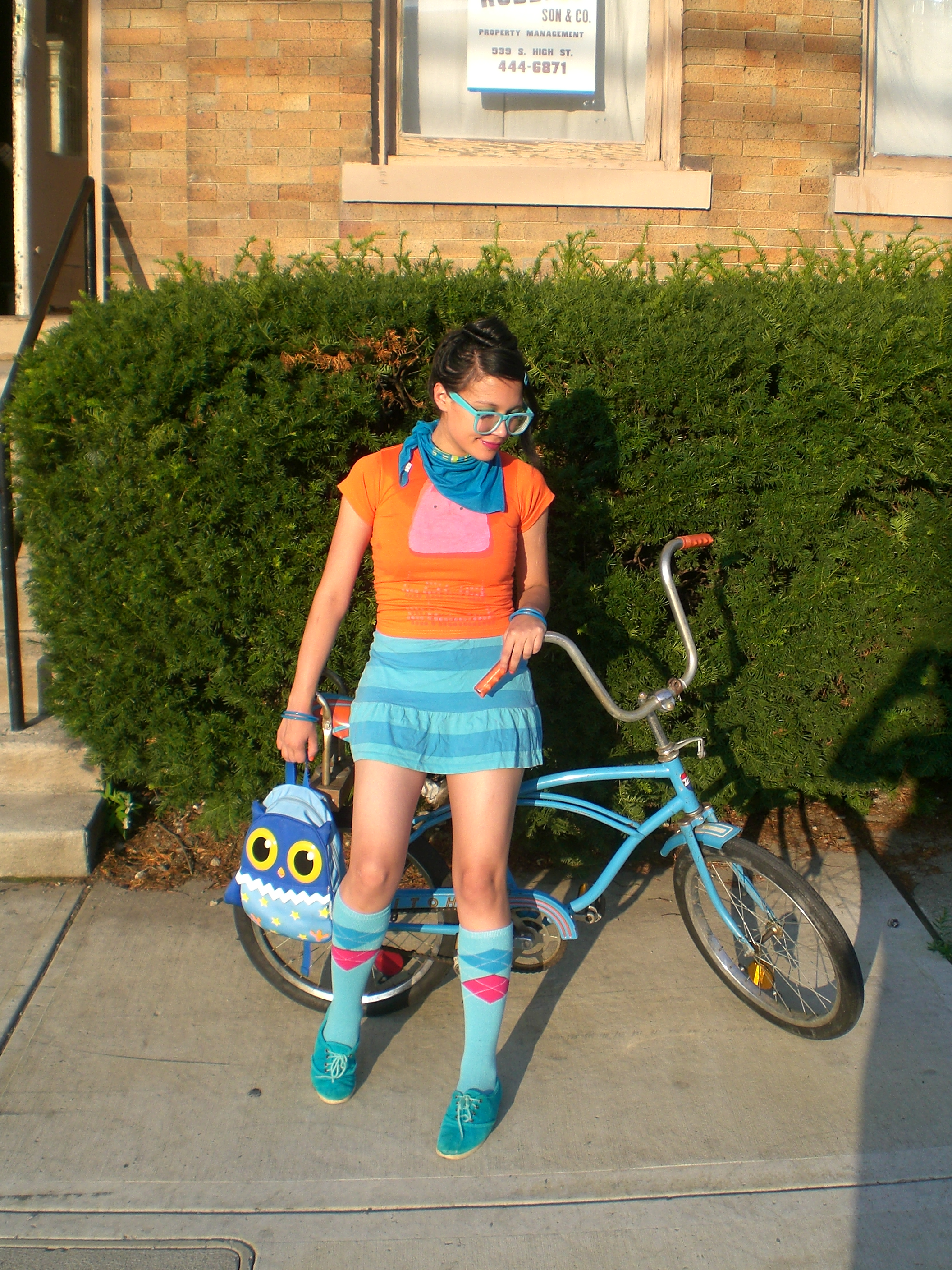
Donna hipster con la sua bicicletta vintage

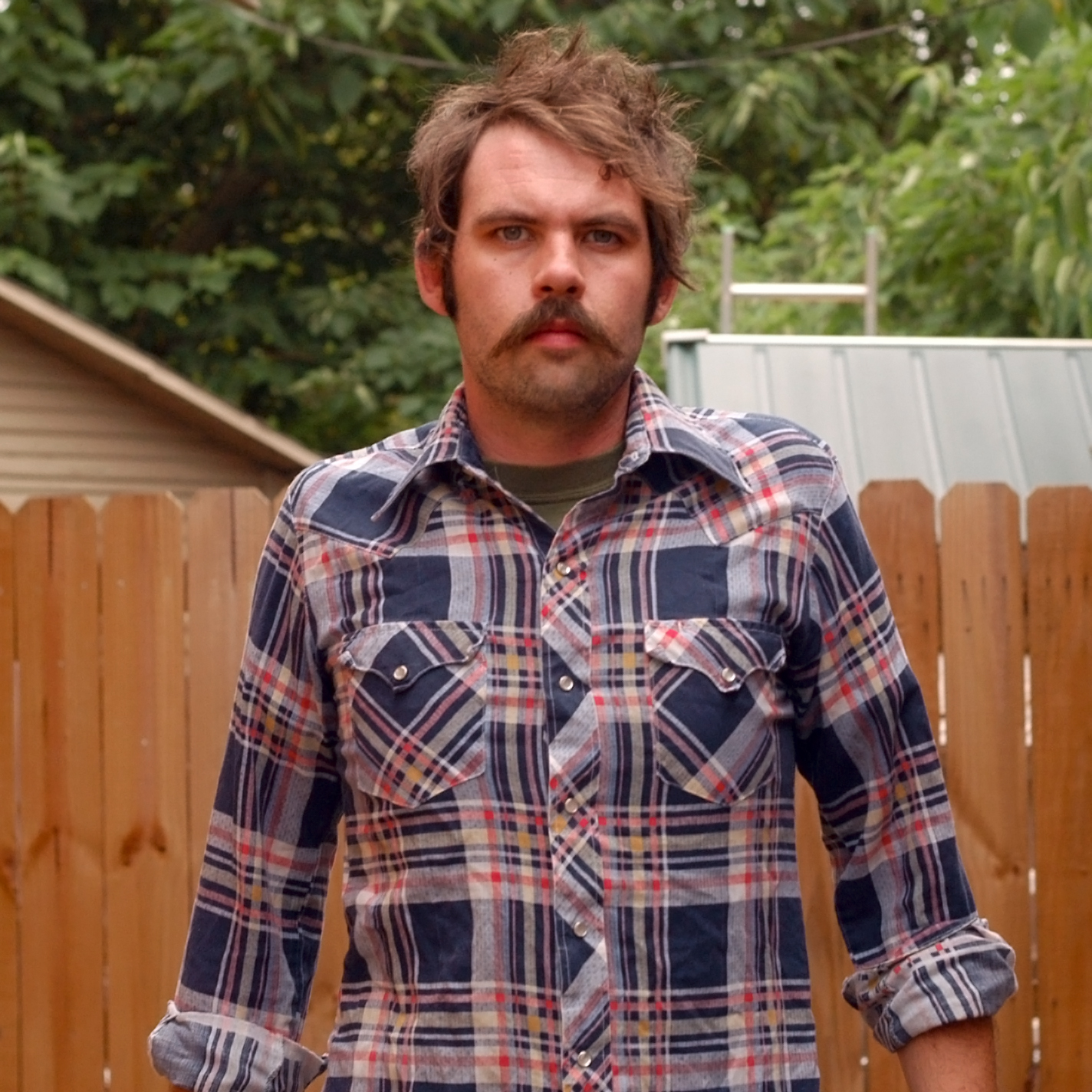
Uomo in abbigliamento hipster

Questo tipo di hipster si caratterizza per l'indossare magliette stencilate, cappelli di paglia a tesa corta, larghe felpe, cardigan, vestiti di seconda mano, scarpe da ginnastica, jeans a vita alta, per portare baffi semplici o arricciati o folti, occhiali enormi con lenti generose dalle montature rétro (ispirate a modelli dal primo Novecento agli anni Ottanta), tagli di capelli asimmetrici, barba «da pioniere ottocentesco americano». Per l'abbigliamento femminile, talora si notano tendenze all'alternativo (come le cosiddette "suicide girls", ossia modelle caratterizzate da tatuaggi, piercing, capelli colorati talora dalla lunghezza contenuta, con acconciature maschili e stili originali talvolta da pin-up, con influenze del punk rock), all'androginia, al cosplay, al feticismo, talvolta a versioni leggere e popolari del sadomasochismo. Più spesso indossano jeans simili a quelli usati dagli uomini hipster, gonne corte, vestiti sportivi o usati, fuori dalle mode popolari e camicie di jeans o dalla trama a quadri o anche da felpe senza cappuccio o maglioni aperti talune volte di un paio di taglie più abbondanti rispetto al necessario, sempre con tendenze androgine.. Le calzature, di solito, sono contraddistinte da scarpe basse, come per esempio i mocassini, indossate con gambaletti di nylon, collant velati o coprenti di diversi colori o alcune volte anche senza nessuna calza.
Oggi il rapporto con la società capitalista è più ambiguo, poiché gli artisti hipster hanno lavorato spesso con i marchi della moda, non hanno posizioni di sapore marxista come molti intellettuali occidentali progressisti (questo, negli Stati Uniti, già negli anni '60; in ciò l'esistenzialismo americano descritto da Mailer si distingueva da quello europeo di Sartre), essendo piuttosto «un movimento aristocratico di disprezzo della passività mainstream», che spesso vive in maniera oppositiva a certi aspetti della modernità, come l'omologazione, accettandone altri, come la sessualità libera (tra cui l'erotismo e la pornografia), l'arte popolare, l'uso di alcolici.

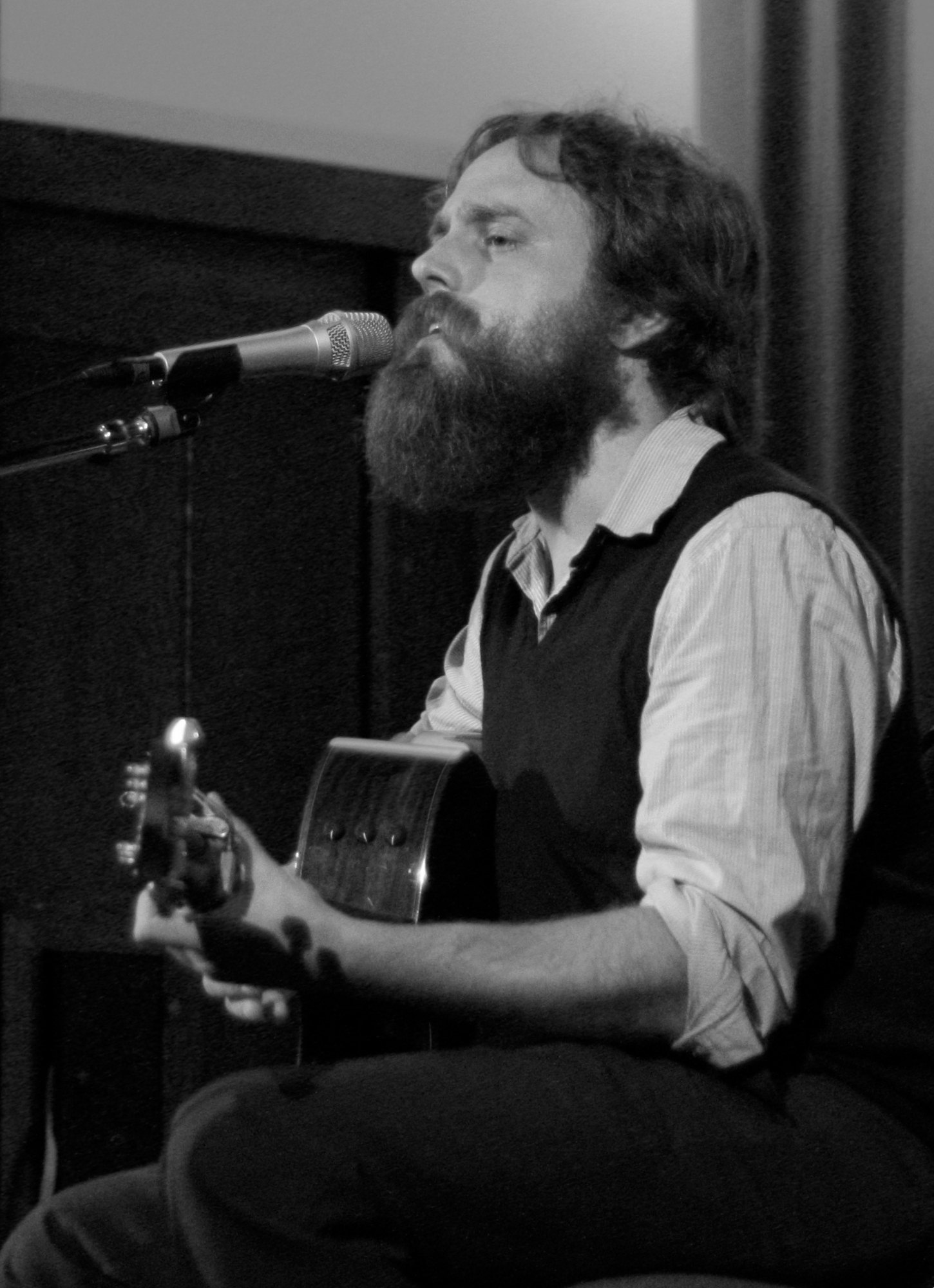
Il cantautore indie rock Iron & Wine (pseudonimo di Samuel Beam) è stato associato alla musica folk hipster

Spesso hanno tendenze liberali ed ecologiste preferendo mezzi di trasporto a "impatto zero" come le biciclette rispetto alle automobili, leggono autori poco conosciuti, amano la filosofia.
Inoltre nel loro abbigliamento spesso sono soliti indossare camicie a scacchi o dalla trama scozzese con pantaloni a sigaretta, applicando sulle caviglie degli stessi delle pieghe chiamati "risvoltini". Hanno sviluppato una grande propensione per i social network, in particolar modo per i selfie, e sono attenti alla cura del loro corpo solitamente praticando sport e in particolar modo frequentando palestre. Amano soprattutto la tecnologia e tutto ciò ad essa connessa, come smartphone di ultima generazione e altri gadget simili.

## Aree geografiche

### Europa
Nel Regno Unito, Hoxton e Shoreditch sono rinomate aree hipster di Londra, dove gli hipster vengono indicati con il termine spregiativo di Shoreditch twats.
A Parigi va menzionato il quartiere di Belleville, mentre a Berlino la subcultura hipster fa da padrona a Prenzlauer Berg.

#### Italia
Il Sunday Times nel 2011 ha definito Bologna la città italiana degli hipster. Grazie alla presenza di numerosissimi studenti italiani e stranieri, è facile incontrare per strada o nei locali notturni ragazzi inquadrabili sotto questo termine, in particolar modo in luoghi come la zona universitaria o la "bohemienne via del Pratello".
A Torino, invece, i quartieri più rappresentativi di questa subcultura sono Borgo Vanchiglia e soprattutto il quartiere di San Salvario, riqualificato, a partire dalla fine degli anni duemila da una serie di locali serali alternativi. Alcuni locali molto frequentati si trovano poi nei dintorni di via Po.
Per quanto riguarda la realtà milanese la generazione hipster si muove fra i quartieri Isola, Navigli e in parte NoLo.
A Roma, zone hipster per eccellenza sono Centocelle, il Pigneto, il rione Monti e il rione Testaccio, nei pressi dell'ex gasometro.
A Napoli la zona dei decumani, nel cuore del centro storico, mostra un evidente carattere "alternativo", soprattutto per la presenza di molti istituti universitari.

### Nord America
Negli Stati Uniti, troviamo Williamsburg a Brooklyn, Echo Park a Los Angeles, Mission District a San Francisco,, Uptown a Minneapolis, Wicker Park e Southside a Chicago e la parte nordorientale di Portland (Oregon). In Canada, il quartiere Mile End a Montréal.